# همایاک بابایان
سرلشکر همایاک گریگوری بابایان (ارمنی: Հմայակ Գրիգորի Բաբայան؛ انگلیسی: Hmayak Babayan؛ ۱۵ اوت ۱۹۰۱ – ۲۱ آوریل ۱۹۴۵) فرد نظامی اهل ارمنستان بود.

## زندگی‌نامه
وی در ۱۵ اوت ۱۹۰۱ در قارص به دنیا آمد و از آکادمی نظامی ستاد کل نیروهای مسلح روسیه فارغ‌التحصیل گشت. وی همچنین برنده جوایزی همچون نشان لنین، قهرمان اتحاد شوروی نشان جنگ میهنی (درجه یک)، و نشان پرچم سرخ شد. وی در ۲۱ آوریل ۱۹۴۵ در سن ۴۳ سالگی در لایشتنبرگ (لوکالیتی) کشته شد و در Myślibórz به خاک سپرده شد.

## نگارخانه

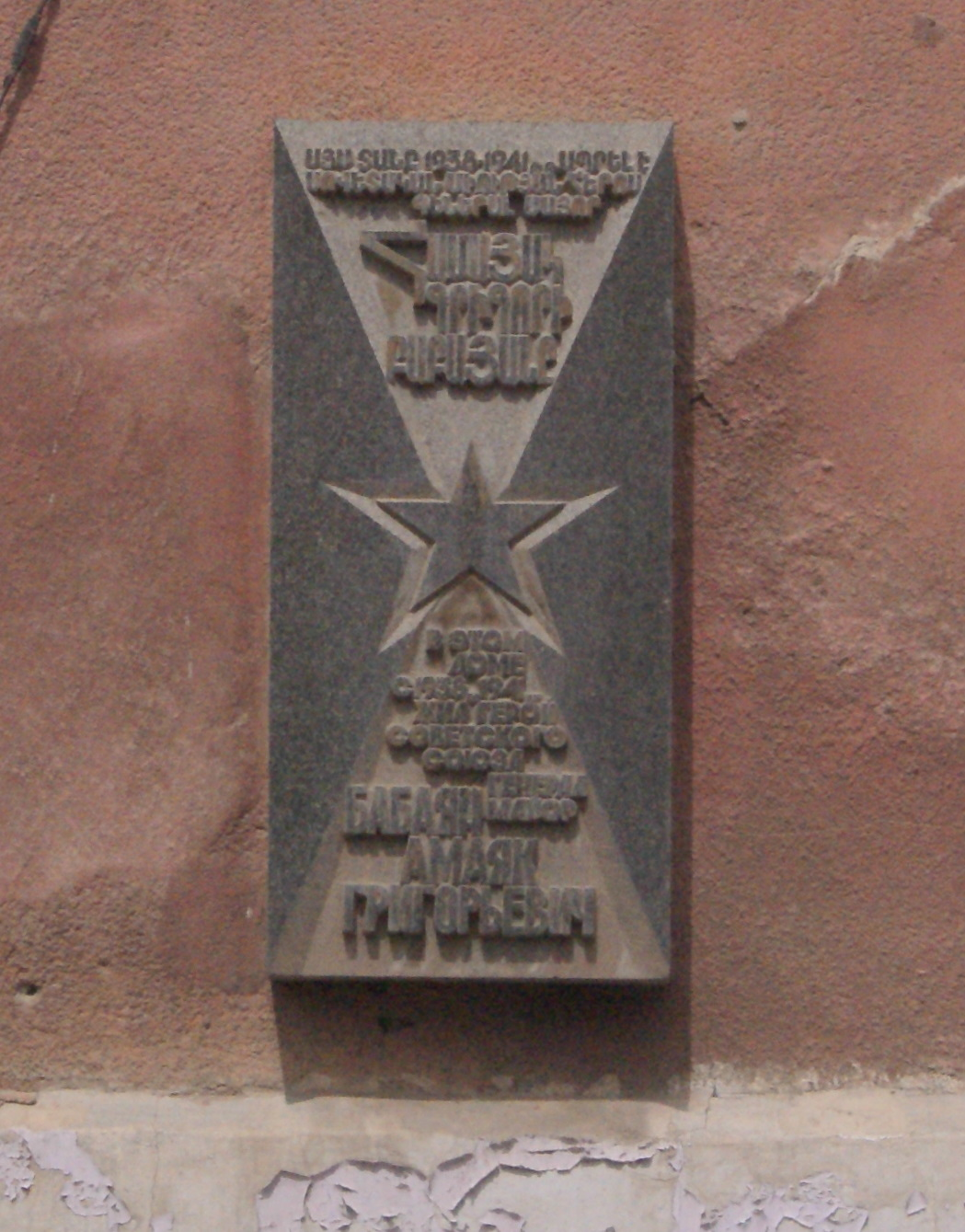
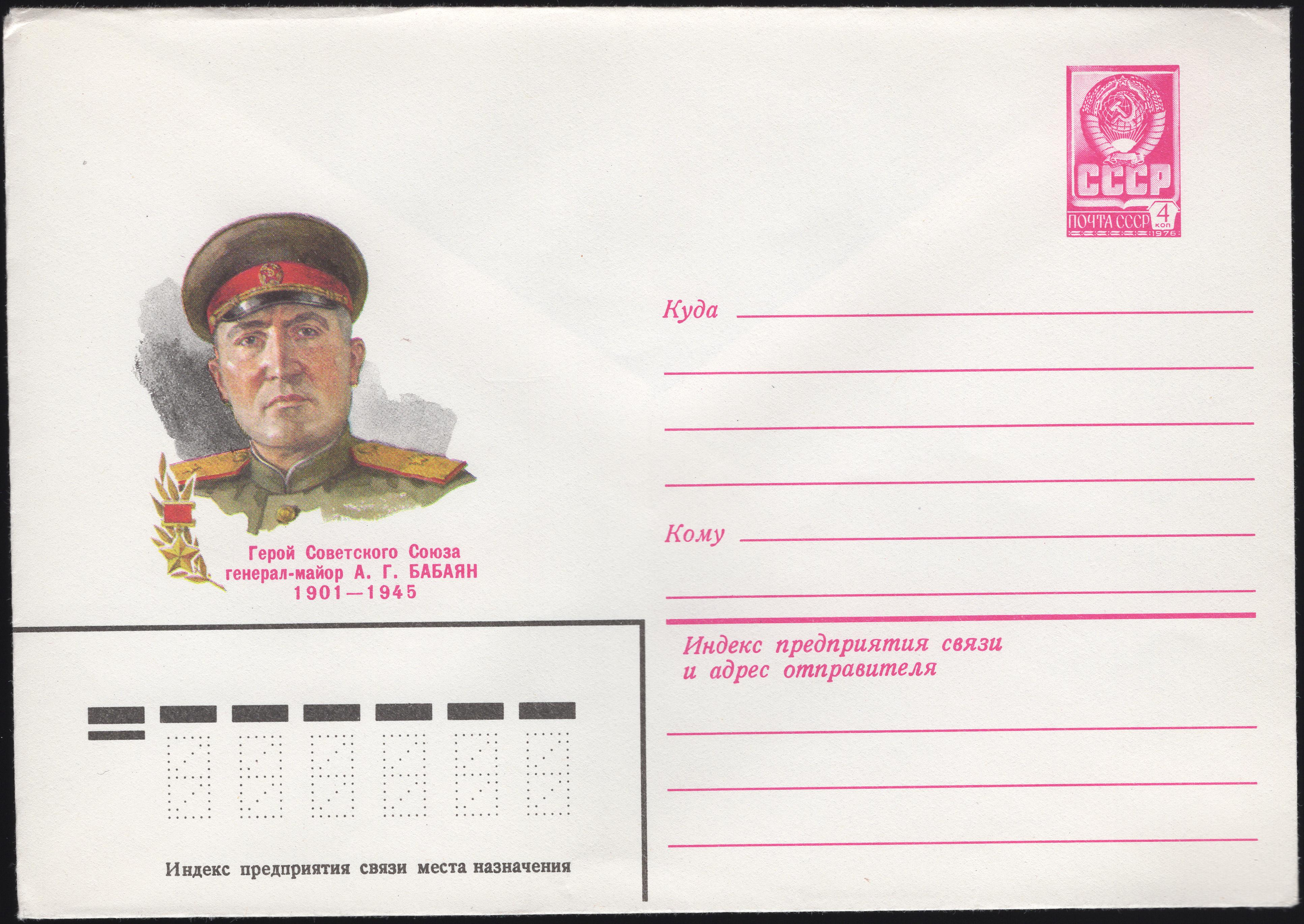